# 劉稷
劉 稷（りゅう しょく、? - 23年）は、中国の新代の武将。前漢の舂陵侯の宗族に属し、劉縯の同族だが、正確な関係は不詳。

## 事跡
| 姓名         | 劉稷                                   |
| 時代         | 新代                                   |
| 生没年       | 生年不詳 - 23年（更始1年）             |
| 字・別号     | 〔不詳〕                               |
| 出身地       | 〔不詳〕                               |
| 職官         | 〔舂陵軍部将〕 →抗威将軍〔更始<拒否>〕 |
| 爵位・号等   | -                                      |
| 陣営・所属等 | 劉縯→更始帝                            |
| 家族・一族   | 〔不詳〕                               |

劉縯が率いる舂陵軍の部将で、劉縯と親しい関係だった。敵陣を何度も陥落させ、「その勇は三軍に冠たる」と褒めそやされた猛将である。
更始元年（23年）2月、劉縯と劉玄のいずれを皇帝として擁立するかで、荊州の反新軍内で議論が起きていたが、劉縯は分裂を避けるため、劉玄に皇帝の地位を譲った。この時、劉稷は魯陽（南陽郡）を攻撃していたが、その途中で劉玄が更始帝として即位したことを知ると、「元々蜂起を画策したのは劉伯升と文叔兄弟（劉縯・劉秀）だ。劉聖公（劉玄）が何をしたというのだ」と怒って言い放った。
この言が更始帝一派に報告されると、劉縯と共に劉稷も、いずれは排除しなければならない対象と目されるようになる。同年夏ごろ、更始帝は劉稷に抗威将軍の位を授けようとしたが、劉稷はこれを拒否した。これを口実に、更始帝は数千人の兵を率いて劉稷を逮捕し、これを誅殺しようとした。そこへ劉縯が､劉稷を助けようと更始帝の下に駆けつけるも大司馬朱鮪と五威将軍李軼もその殺害を勧め更始帝は劉縯と劉稷を誅殺した。

## 関連記事
- 新末後漢初